# Còdexs Madrid I-II

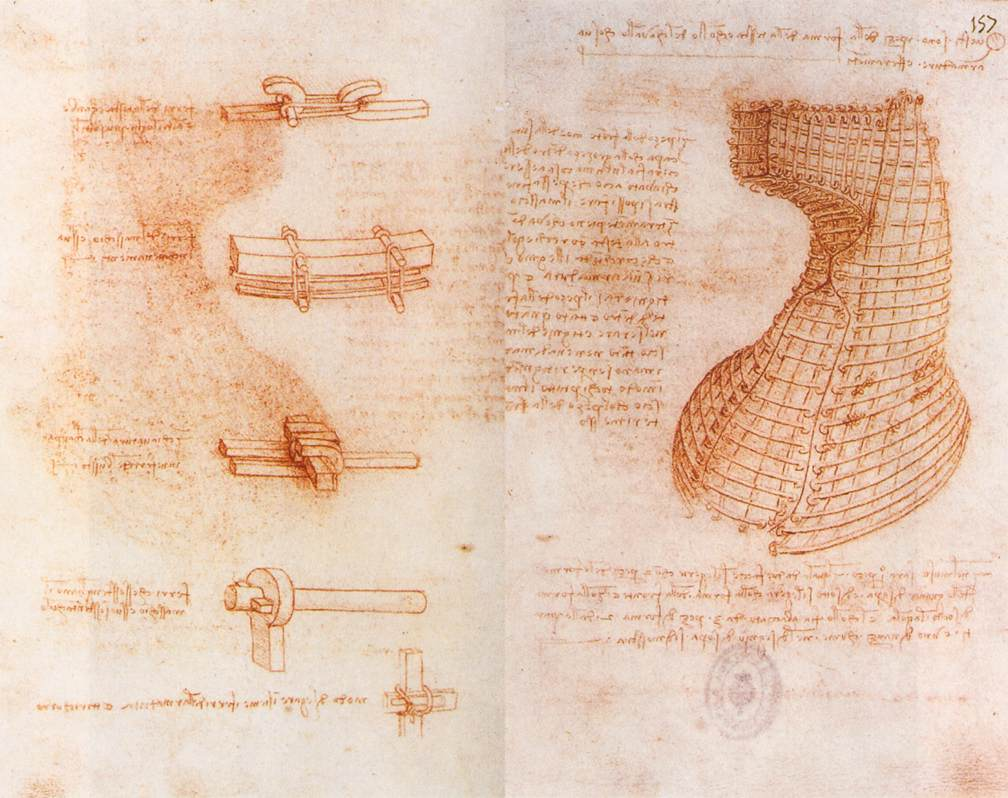
Doble pàgina del manuscrit sobre el monument Sforza

Els còdexs Madrid I-II (I - Ms 8937 i II - Ms 8936), són uns manuscrits de Leonardo da Vinci que van ser trobats als arxius de la Biblioteca Nacional de Madrid el 1964. Els còdexs van arribar a Espanya de la mà Pompeo Leoni, escultor de la cort de Felip II. Després de diferents canvis de propietari, van ser transferits a la Biblioteca de l'Escorial, passant finalment a la Biblioteca Reial, en la que van romandre extraviats durant 150 anys.
Són dos volums que contenen 197 pàgines, estan enquadernats en cuir vermell, i tracten sobre mecànica, estàtica, geometria i construcció de fortificacions.
Estan escrits en un italià dialectal de concordances incorrectes. En els còdexs s'inclou una relació de llibres que Da Vinci va utilitzar en l'època que els escrivia: hi ha una llista de 116 llibres, entre els quals hi figuren per exemple algunes gramàtiques llatines bàsiques.
Els manuscrits són de gran importància en l'obra de Leonardo, ja que contenen prop del 15% de les notes de Leonardo que hi ha referenciades avui dia, però també són importants per la qualitat i rellevància dels temes que s'hi recullen, ja que representen un dels tractats d'enginyeria més importants de la seva època.

## Història
En morir Leonardo da Vinci, van passar al seu amic Francesco Melzi. Uns cinquanta anys més tard Pompeo Leoni, escultor al servei de Felip II, els va adquirir al seu fill Orazio i els va portar a Espanya. En morir Leoni el 1608 els manuscrits van passar a les mans de Juan d'Espina, un amic de Francisco de Quevedo y Villegas, segons murmuracions de l'època: "...un cavaller que viu tot sol a una mansió de Madrid i els seus servidors són autòmats de fusta...".
El príncep de Gal·les (Carles), en la seva visita a Madrid de 1623, es va interessar pels manuscrits, i Espina va sortir del compromís regalant-los al Rei. Els còdexs van arribar a la Biblioteca Reial el 1712, on per diversos motius van romandre perduts fins al 1964, segons Martín Abad "pel tràfec del trasllat de la biblioteca règia per quatre seus diferents, per una fatal confusió de signatura i per l'aura de Da Vinci, que va encegar a molts per poder adossar la seva fama a la del geni ".

## Edicions
- Codex Madrid I (Ms. 8937) i Codex Madrid II (Ms. 8936) Emissió mundial, especial per a bibliòfils i especialistes, limitada a 2990 exemplars, signada i certificada notarialment
- Codex Madrid I (Ms. 8937) "Tractat d'estàtica i mecànica"

192 folis (384 p.); Format interior: 215 x 145 mm.
- Codex Madrid II (Ms. 8936) "Tractat de fortificació, estàtica i geometria"

158 folis (316 p.); Format interior: 210 x 145

## Llocs externs
Els còdex Madrid consultables en línia http://leonardo.bne.es/index.html#